# 戈姆库尔
戈姆库尔（法語：Gommecourt，法語發音：[ɡɔmkuʁ]）是法国伊夫林省的一个市镇，属于芒特拉若利区。

## 地理
戈姆库尔（49°4'35"N, 1°35'34"E）面积5.67 平方千米，位于法国法蘭西島大區伊夫林省，该省份为法国北部内陆省份，北起瓦兹河谷省，西接厄尔省，西南接厄尔-卢瓦省，东南接埃松省，东临上塞纳省。
与戈姆库尔接壤的市镇（或旧市镇、城区）包括：加尼、圣热纳维耶韦-莱加斯尼、贝讷库尔、弗勒讷斯、拉罗什吉永。

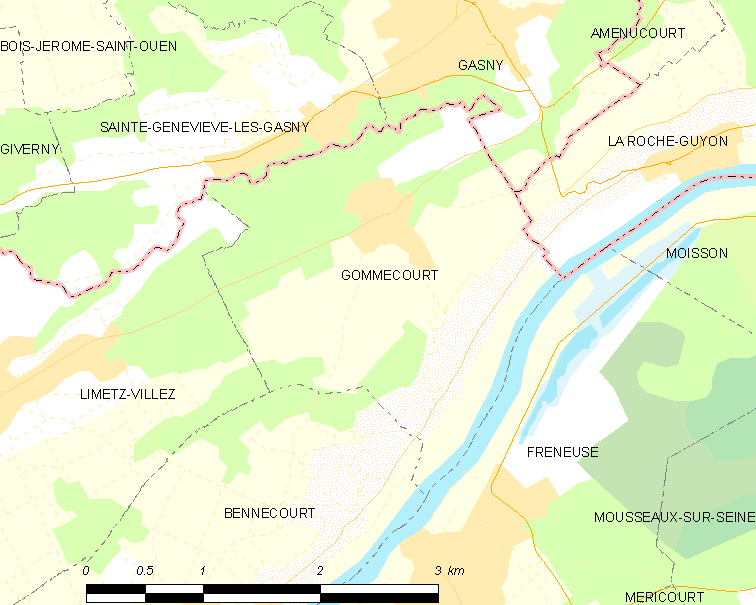
戈姆库尔的OSM定位图

戈姆库尔的时区为UTC+01:00、UTC+02:00（夏令时）。

## 行政
戈姆库尔的邮政编码为78270，INSEE市镇编码为78276。

## 政治
戈姆库尔所属的省级选区为塞纳河畔博尼耶尔县。

## 人口

1962-2008年间戈姆库尔人口变化图示

戈姆库尔于2022年1月1日时的人口数量为621人。